# فولفغانغ فويجت
فولفغانغ فويجت (بالألمانية: Wolfgang Voigt)‏ (و. 1961  م) هو منتج أسطوانات، وموسيقي، ودي جي ألماني، ولد في كولونيا.

## روابط خارجية
- فولفغانغ فويجت على موقع ميوزك برينز (الإنجليزية)
- فولفغانغ فويجت على موقع ميوزك برينز (الإنجليزية)
- فولفغانغ فويجت على موقع ميوزك برينز (الإنجليزية)
- فولفغانغ فويجت على موقع ميوزك برينز (الإنجليزية)
- فولفغانغ فويجت على موقع ميوزك برينز (الإنجليزية)
- فولفغانغ فويجت على موقع ميوزك برينز (الإنجليزية)
- فولفغانغ فويجت على موقع ميوزك برينز (الإنجليزية)
- فولفغانغ فويجت على موقع ميوزك برينز (الإنجليزية)
- فولفغانغ فويجت على موقع ميوزك برينز (الإنجليزية)
- فولفغانغ فويجت على موقع ميوزك برينز (الإنجليزية)
- فولفغانغ فويجت على موقع ميوزك برينز (الإنجليزية)